# Scleropodium julaceum
Scleropodium julaceum är en bladmossart som beskrevs av E. Lawton 1967. Scleropodium julaceum ingår i släktet Scleropodium och familjen Brachytheciaceae. Inga underarter finns listade i Catalogue of Life.